# العملاق البحري
العملاقة سيوايز جاينت (بالإنجليزية: Seawise Giant)‏ عبارة عن ناقلة عملاقة تابعة لشركة ULCC والتي كانت أطول سفينة ذاتية الدفع في التاريخ، بُنيت في عام 1974-1979 بواسطة شركة سوميتومو للصناعات الثقيلة في يوكوسوكا، كاناغاوا، اليابان. كانت تمتلك أكبر حمولة ثقيلة تم تسجيلها على الإطلاق. محملة بالكامل، كان نزوحها 657019 طنًا.
حيثُ تعتبر أثقل سفينة ذاتية الدفع من أي نوع، وبغاطس محمّل يبلغ 24.6 م (81 قدم)، كانت غير قادرة على الإبحار في القناة الإنجليزية، قناة السويس أو قناة بنما . تُعتبر بشكل عام أكبر سفينة ذاتية الدفع تم بناؤها على الإطلاق.   في عام 2013، تم تجاوز الطول الإجمالي لها بمقدار 30 مترًا من خلال تركيب الغاز الطبيعي المسال العائم؛ وهو تصميم بارج أحادي الهيكل 488 م (1,601 قدم) و600000 طن إزاحة.
غرقت في عام 1988 أثناء الحرب العراقية الإيرانية، ولكن تم إنقاذها فيما بعد وإعادتها للخدمة.  تم تحويل السفينة إلى وحدة تخزين وتفريغ عائمة في عام 2004، راسية قبالة ساحل قطر في الخليج العربي في حقل الشاهين النفطي. 

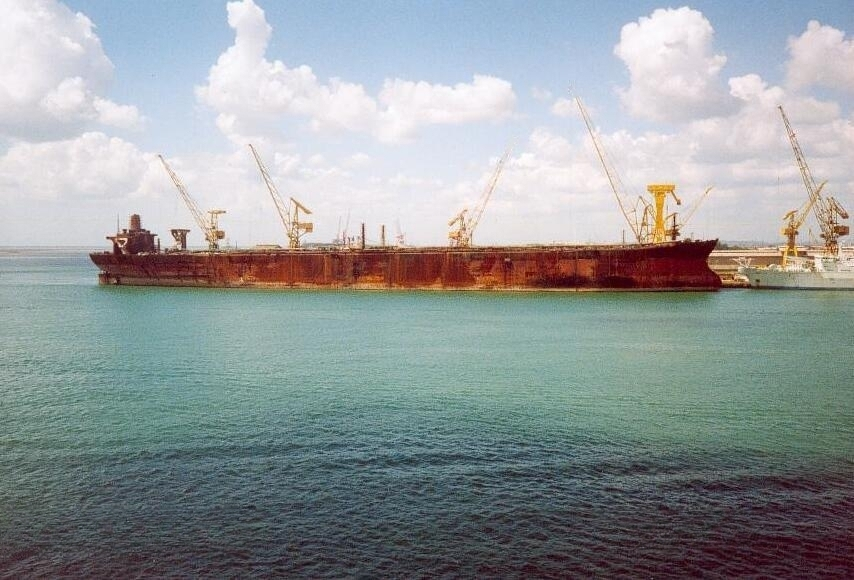
صورة أثناء إصلاحاتها في سنغافورة في 27 ديسمبر 1990 بعد تعرضها من قبل Exocet العراقي أثناء الحرب الإيرانية العراقية.

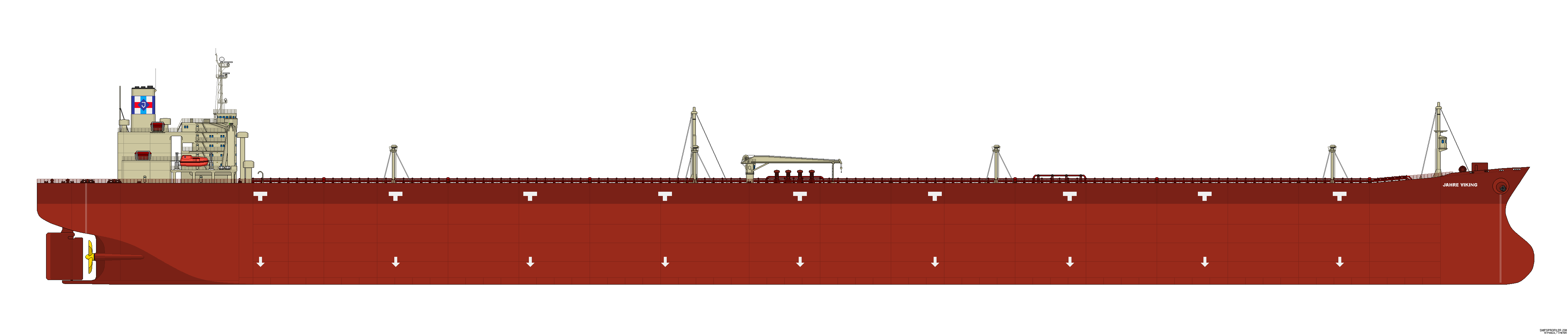
جاهر فايكنغ

تم طلب هذه السفينة العملاقة في عام 1974 وتم تسليمها في عام 1979 من قبل شركة سوميتومو للصناعات الثقيلة في حوض بناء السفن في أوبرا في يوكوسوكا، كاناغاوا، اليابان، بصفتها ناقلة نفط كبيرة جدًا تبلغ حمولتها 418،611 طنًا (ULCC).  ظلت السفينة بدون اسم لفترة طويلة، وتم التعرف عليها برقم بدنها، 1016. خلال التجارب البحرية، أظهرت 1016 مشاكل اهتزاز شديدة أثناء الذهاب إلى الخلف. رفض المالك اليوناني الاستلام وخضعت السفينة لإجراءات تحكيم مطولة. بعد التسوية ، تم بيع السفينة وتسميتها (Oppama) 

## سجل الحجم
كانت أطول سفينة تم بناؤها على الإطلاق، حيث بلغت 458.45 م (1,504.1 قدم)، أطول من ارتفاع العديد من أطول المباني في العالم، بما في ذلك 451.9 م (1,483 قدم) أبراج بتروناس.
على الرغم من طولها الكبير، لم تكن أكبر سفينة من حيث الحمولة الإجمالية، حيث احتلت المرتبة السادسة في 260،941 GT، خلف (سفينة الرافعة روح الريادة) والأربعة 274،838 إلى 275،276 GT (ناقلة عملاقة من طراز باتيلوس) . كانت الأطول والأكبر من حيث الوزن الثقيل: 564763 طنًا.  

## أنظر أيضا
- ناقلة عملاقة من فئة TI

## روابط خارجية
- Video of Jahre Viking . على يوتيوب
- Seawise Giant-launch in 1979 على يوتيوب